# Saint-Capraise-d'Eymet

Saint-Capraise-d'Eymet este o comună în departamentul Dordogne din sud-vestul Franței. În 2009 avea o populație de 141 de locuitori.

## Evoluția populației
| An        | 1975 | 1982 | 1990 | 1999 | 2006 | 2009 |
| --------- | ---- | ---- | ---- | ---- | ---- | ---- |
| Populație | 150  | 143  | 153  | 150  | 141  | 141  |